# مايك يو
مايك يو هو لاعب هوكي الجليد كندي، ولد في 31 يوليو 1973 في تورونتو في كندا.

## وصلات خارجية
- مايك يو على موقع دوري الهوكي الوطني (الإنجليزية)
- مايك يو على موقع EliteProspects.com (الإنجليزية)
- مايك يو على موقع HockeyDB.com (الإنجليزية)